# Jep le trabucayre

Jep le trabucayre (parfois orthographié Jep le trabucaïre ou encore Jep le trabucaire) est un film inachevé, tourné par Jean Faurez dans les Pyrénées-Orientales en 1951. 

## Synopsis
Le film relate les aventures d'un jeune pyrénéen devenu brigand au XIXe siècle (le mot  trabucaire, du catalan trabuc -tromblon, en français- désignant un bandit de grand chemin). Il finira par entrer dans les ordres.
Le scénario du film est une adaptation du roman éponyme de Yvonne Boachon-Joffre, née Yvonne Joffre (1896-1975), paru en 1951 qui fut récompensé par le prix Jules Davaine en 1952.

## Fiche technique
- Réalisation : Jean Faurez[6]
- Chef opérateur, directeur de la photo : René Gaveau
- Scénario et dialogues : Eddy Ghilain

## Distribution
- Robert Dalban[7]
- Anouk Ferjac
- Franck Villard
- Jean Yonnel
- Claudine Dupuis
- Jean Vinci
- Albert Rémy
- Claire Olivier

## Production
Le film est tourné dans les Pyrénées-Orientales, à Perpignan et dans les lieux suivants : Col de l'Auzine (entre Cucugnan et Maury), Belpuig, Catllar, Collioure, Fourques, Passa, Saint-Michel-de-Cuxa, Sournia et Trévillach.